# Dwór w Grochowiskach Szlacheckich
Dwór w Grochowiskach Szlacheckich – dwór we wsi Grochowiska Szlacheckie w województwie kujawsko-pomorskim (powiat żniński).

## Historia i architektura
Dwór wybudowany został w stylu klasycystycznym przez Teofilę Korytowską w końcu XVIII wieku. Elewacja frontowa jest siedmioosiowa. Frontową stronę budynku dworskiego zdobi portyk kolumnowy – cztery kolumny dźwigające trójkątny przyczółek zdobiony herbem Mora – Korytowskich, do którego to majętność ta należała od XVIII wieku do okresu międzywojennego. Elewację ogrodową zdobią dwa ryzality boczne czyniące dwór bardziej reprezentacyjnym. Dobudowano je zapewne w trakcie rozbudowy w XIX-wiecznej. Dach korpusu jest naczółkowy, a portyku dwuspadowy – oba są kryte dachówką.
Po 1945 dwór przeszedł na własność skarbu państwa. Po 1996 właściciel prywatny odremontował dwór oraz podjął się restauracji założenia parkowego w celu przywrócenia jego walorów przestrzenno-kompozycyjnych. Wyremontowano też piwnice o ceglanych sklepieniach.

## Park
Dwór otoczony jest parkiem krajobrazowym ze stawami. Prowadzi doń ozdobna brama.

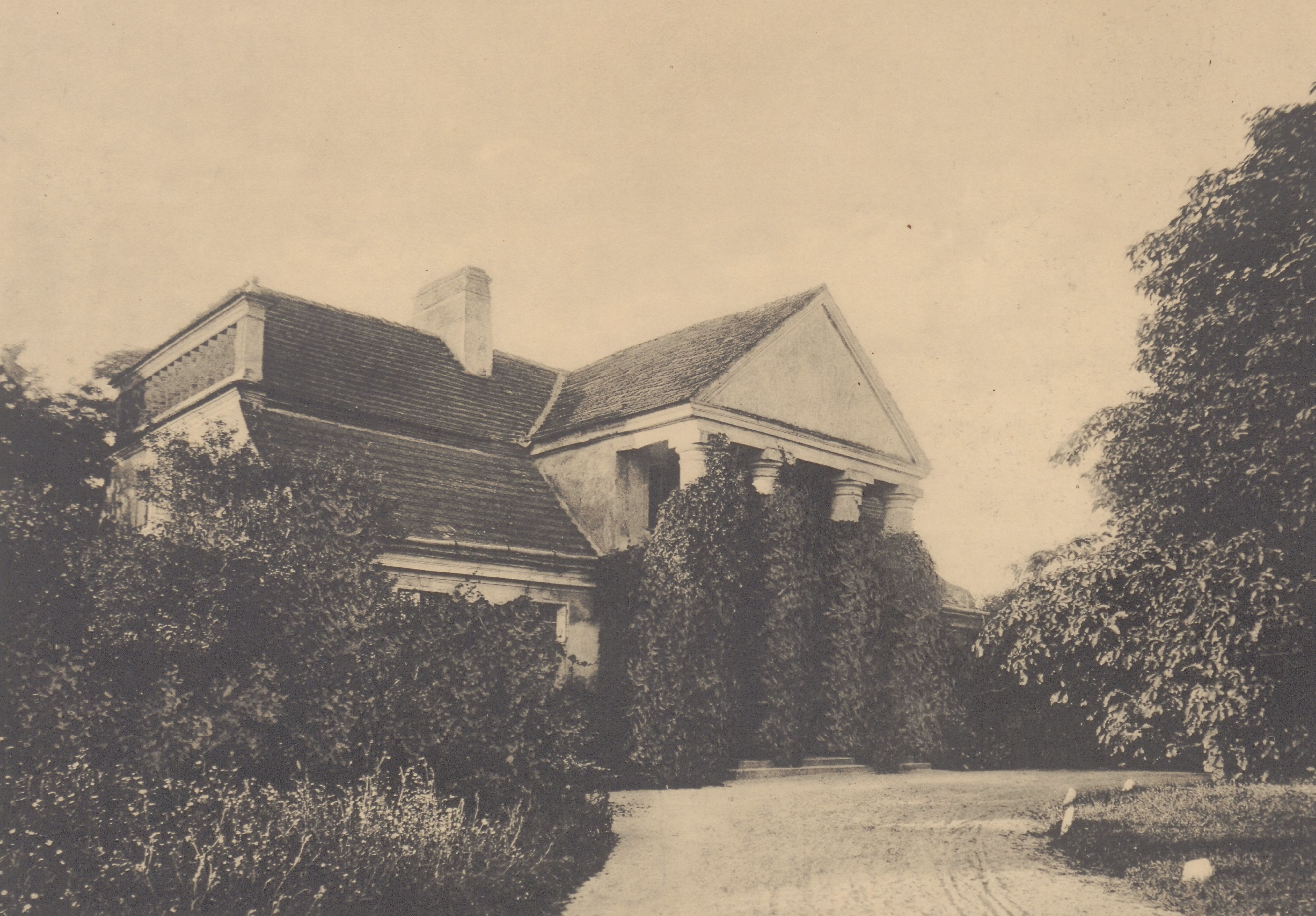
Dwór przed 1912
Herb T. Korytowskiej we frontonie